# Ich habe genug
Ich habe genug (BWV 82) är en kyrkokantat av Johann Sebastian Bach.

## Uppkomst
Kantaten komponerades inför kyndelsmässodagen 2 februari 1727 som solokantat för bas. Bach omarbetade senare verket, bland annat till en version för sopransolo.

## Tematik
Kantaten är relativt kort och består förutom av två recitativ endast av tre arior. Texten, av en okänd författare, tar sin utgångspunkt i berättelsen om Symeon, som av Gud fått i löfte att inte dö förrän han skådat Messias. När Symeon möter den nyfödde Jesus är hans liv fulländat och han kan dö i frid. 

## Besättning
- Bas solo
- Oboe (barockoboe)
- Violin I/II
- Viola
- Basso continuo med separata och fristående stämmor för orgel och basinstrument

## Kännetecken
Ich habe genug är en av de mest välkända av Bachs kantater. Första satsen kännetecknas av den skickligt utförda dialogen mellan oboen och solostämman. Den andra arian är harmoniskt och rytmiskt komplex och överskrider barockmusikens traditionella former.